# Triclema fasciatus
Triclema fasciatus är en fjärilsart som beskrevs av Aurivillius 1895. Triclema fasciatus ingår i släktet Triclema och familjen juvelvingar. Inga underarter finns listade i Catalogue of Life.